# 上野原の大ケヤキ

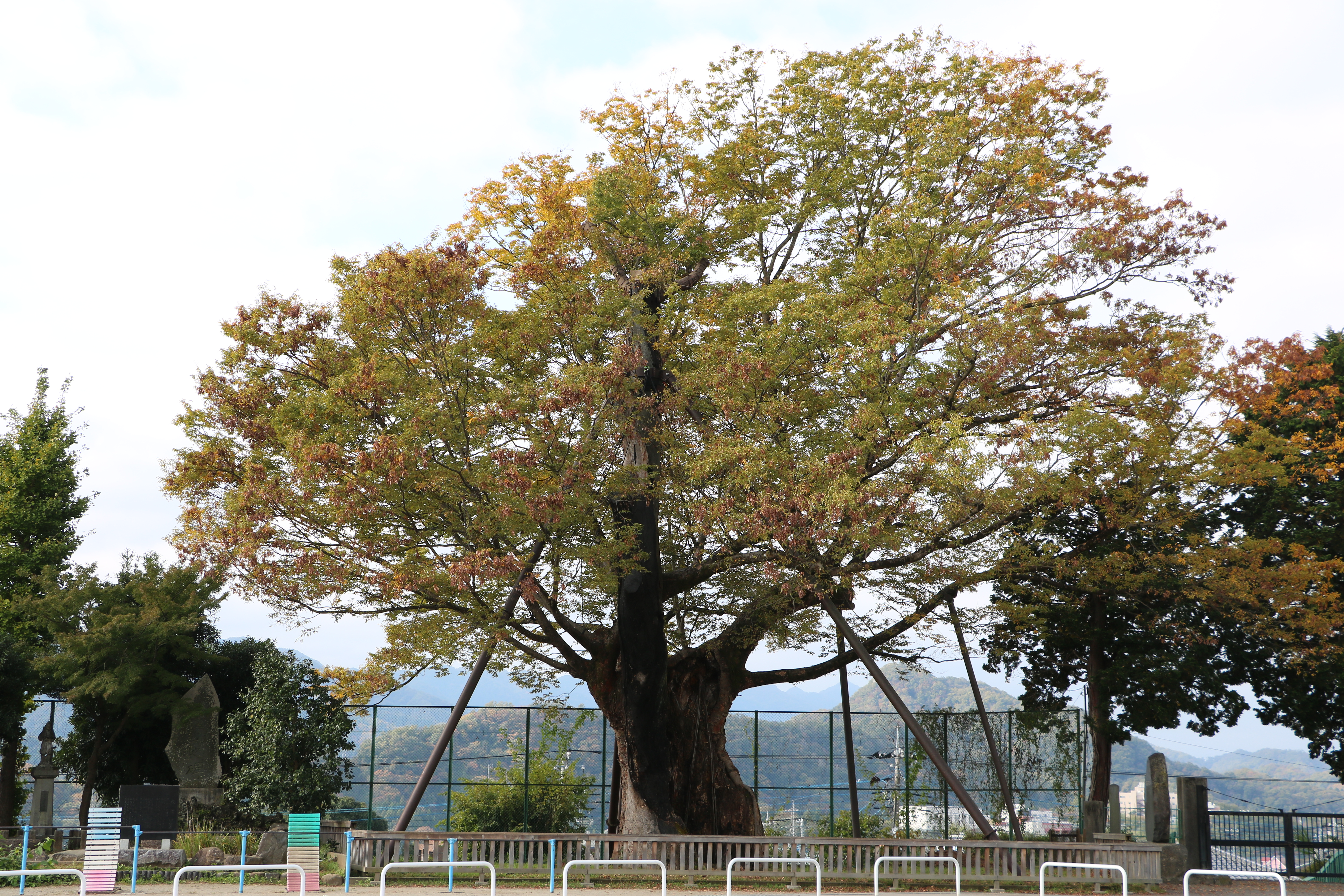
上野原の大ケヤキ。2019年11月9日撮影。

上野原の大ケヤキ（うえのはらのおおケヤキ）は、山梨県上野原市上野原に生育している国の天然記念物に指定されたケヤキの巨木である。
上野原市立上野原小学校の校庭南東端に生育しており、本樹の所有者は同小学校である。推定樹齢は800年または850年以上とされ、1944年（昭和19年）11月13日に国の天然記念物に指定された。一時期樹勢の衰えが見られたが、1993年（平成5年）より上野原小学校PTAが中心となり開始された保護運動により樹勢は回復している。

## 解説

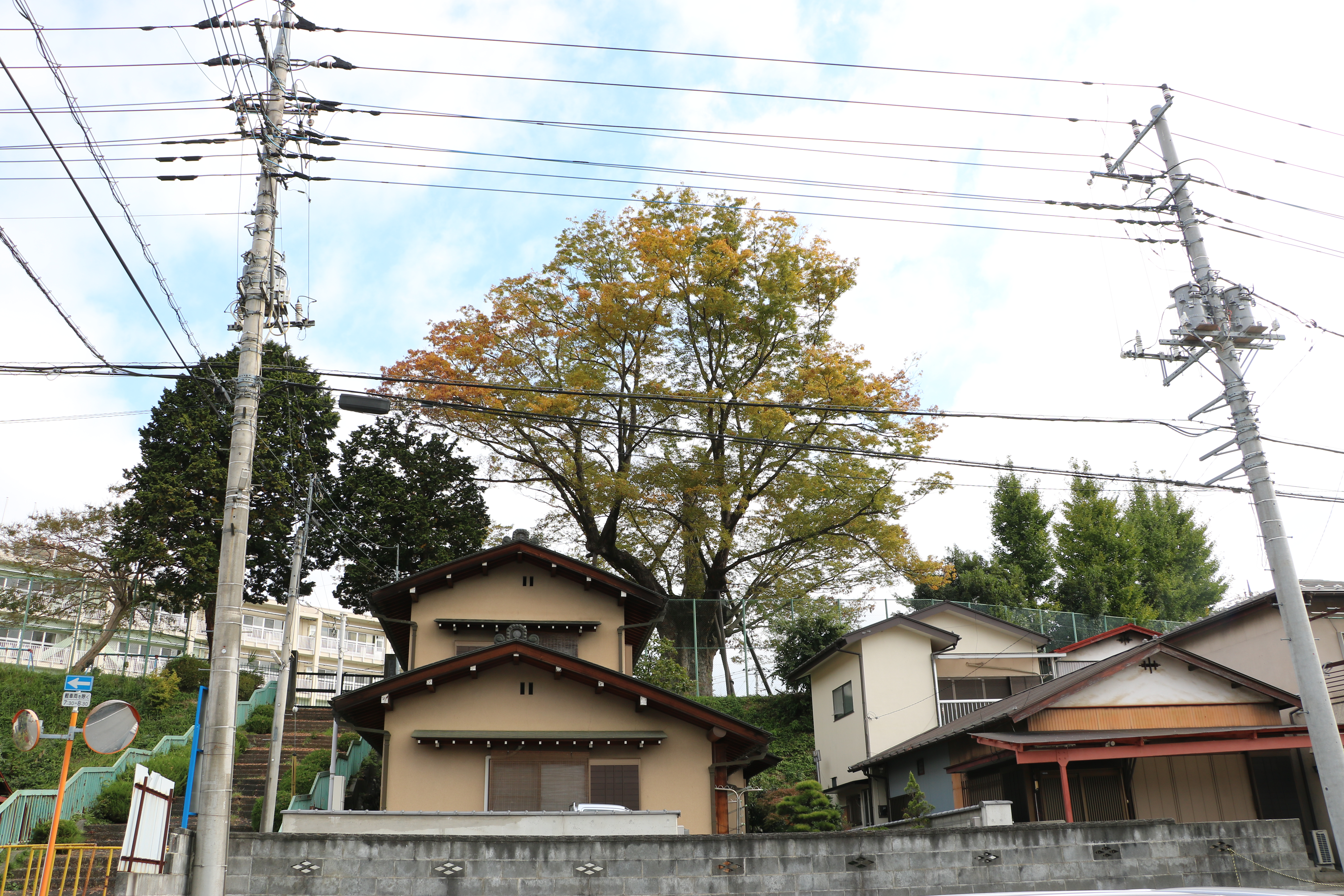
校庭の端に生育している。2019年11月9日撮影。

上野原市上野原は甲州街道を江戸より数えて17番目、甲斐国（現山梨県）へ入って最初の宿場町であり、桂川左岸の河岸段丘面上に位置している。上野原の大ケヤキは上野原市街地に隣接した上野原小学校の校庭南東端に生育しているが、ここはかつて御岳神社の境内であった場所であり、1875年（明治8年）、学校建設のために神社を他所に移し、境内を含むケヤキ周辺の傾斜地を整地し埋め立てて校庭にしたため、ケヤキの根本周辺、主幹の下部が数メートルほど埋め立てられたという。
埋没した主幹の長さは資料により異なり、山梨県教育委員会史蹟名勝天然記念物調査報告書第3輯（1928年/昭和3年）によれば約3間（約5.4メートル）、山梨県『山梨県名木誌』（1930年/昭和5年）によれば数十尺、『山梨の文化財』（1971年/昭和46年）によれば「約3メートル盛土中に埋没している」と記載されている。
上野原市公式ページによれば、樹高28メートル、目通り8.64メートル、根回り10.21メートルの巨木である。推定樹齢800年以上とも850年ともいわれる老木であり、地上4.5メートルのところで主幹は失われており、1930年（昭和5年）の時点で幹には空洞が生じていたというが、これは江戸期以来たびたび落雷による損傷を受け続けていたことによるもので、空洞となった内部は子供たちの秘密基地など遊び場になっていたという。
1981年（昭和56年）以降、空洞化した部分を銅板やウレタンで覆うなどの対策がされたが、腐食が進み樹勢の衰えが見られるようになったため、1993年（平成5年）より上野原小学校PTAが中心となり保護運動が開始され、当時の上野原町などにより平成6年度・7年度に回復工事が行われた。銅板やウレタンなども撤去され、その後は樹勢が回復している。
しかし2018年（平成30年）9月の台風21号の強風により、地上4.5メートルのところで3本に分かれている大枝のうち、真ん中の1本が折れてしまった。折れた枝は長さ数十メートル、直径は太い部分で50センチにおよび、折れた部分から腐食しないように保護対処や枝を支えていたワイヤーの補修が行われ、翌2019年（令和元年）夏には上野原市教育委員会により更なる樹勢回復のための治療が行われるなど、手厚い保護対策が継続されている。

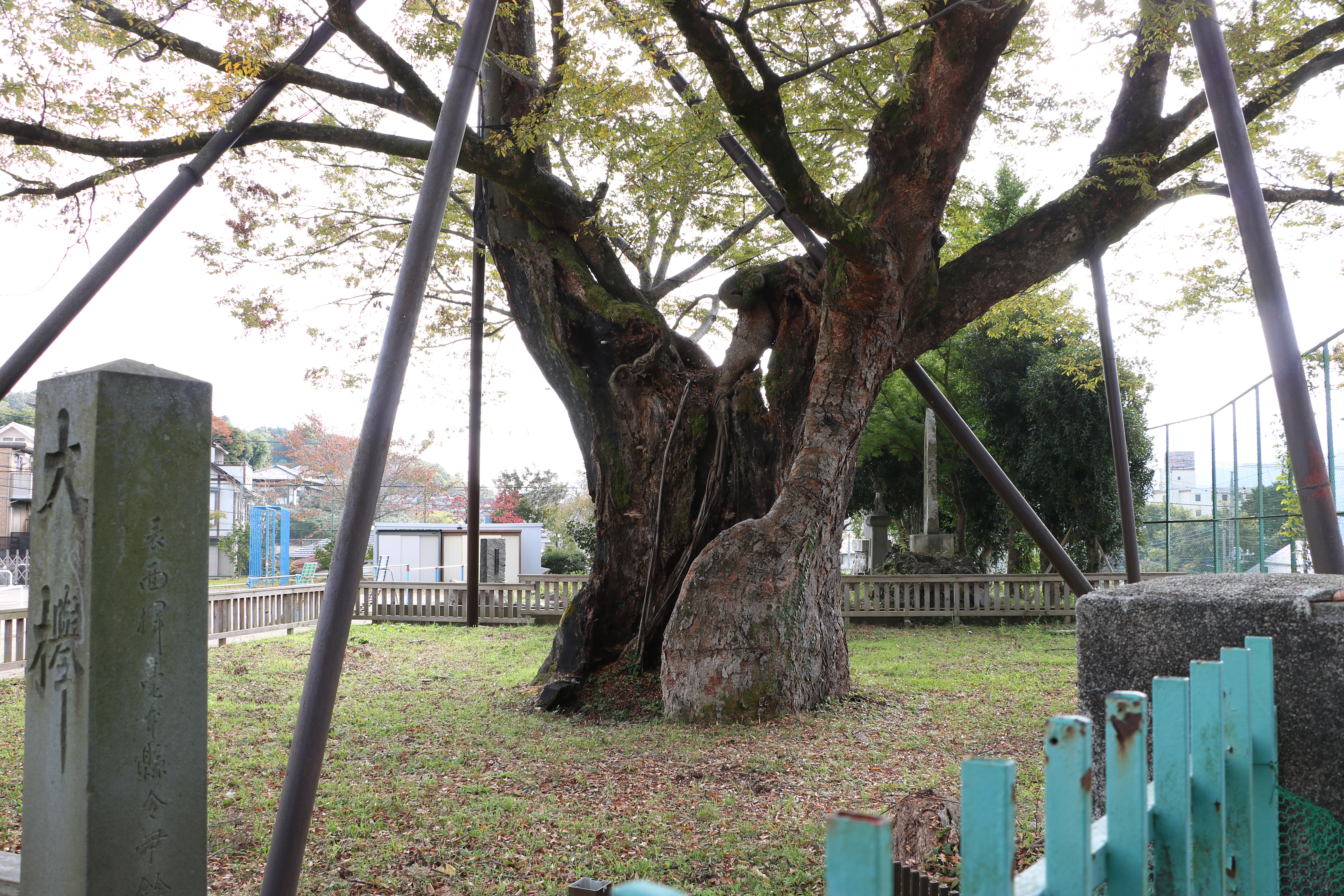
空洞化した主幹下部。
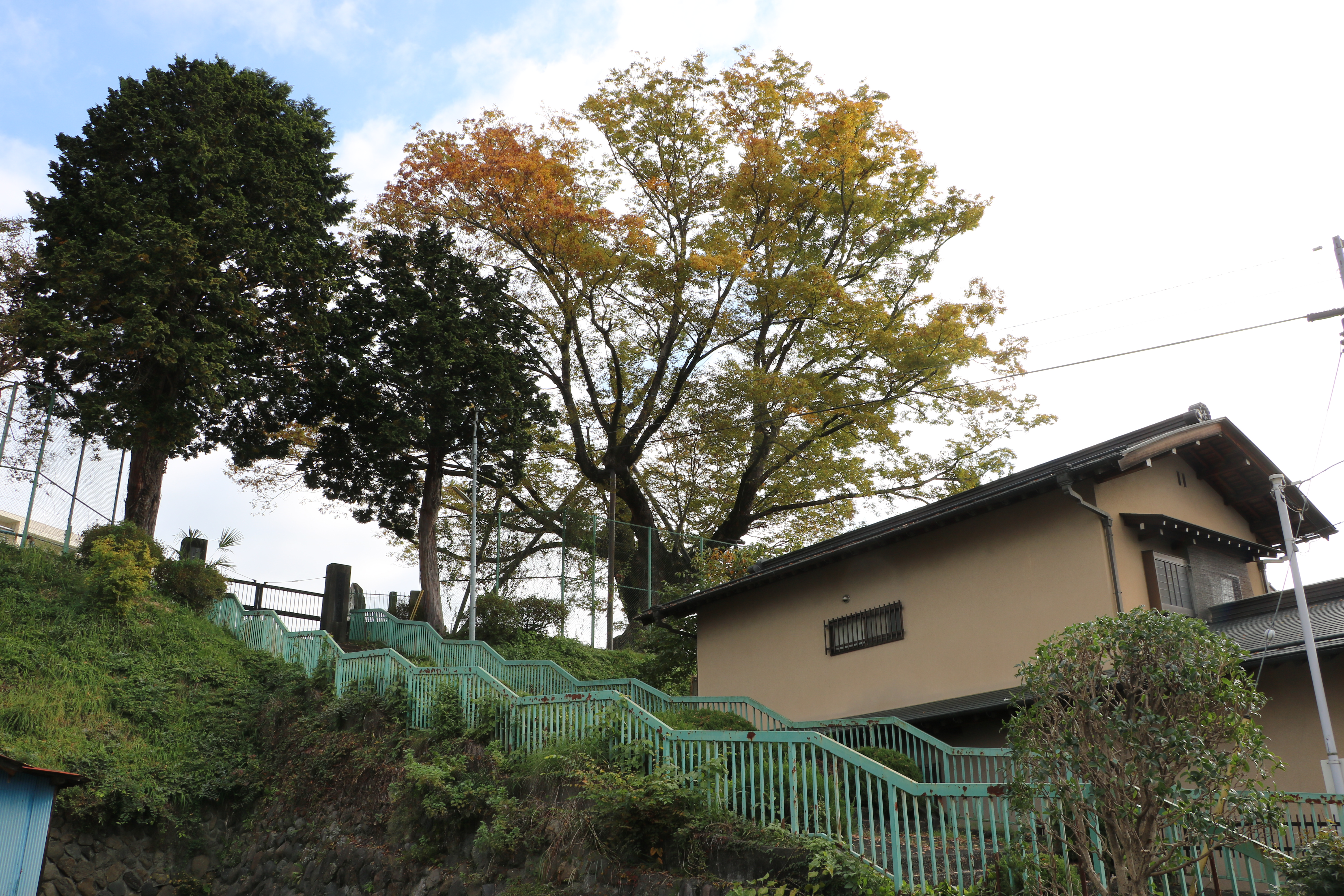
民家に隣接している。
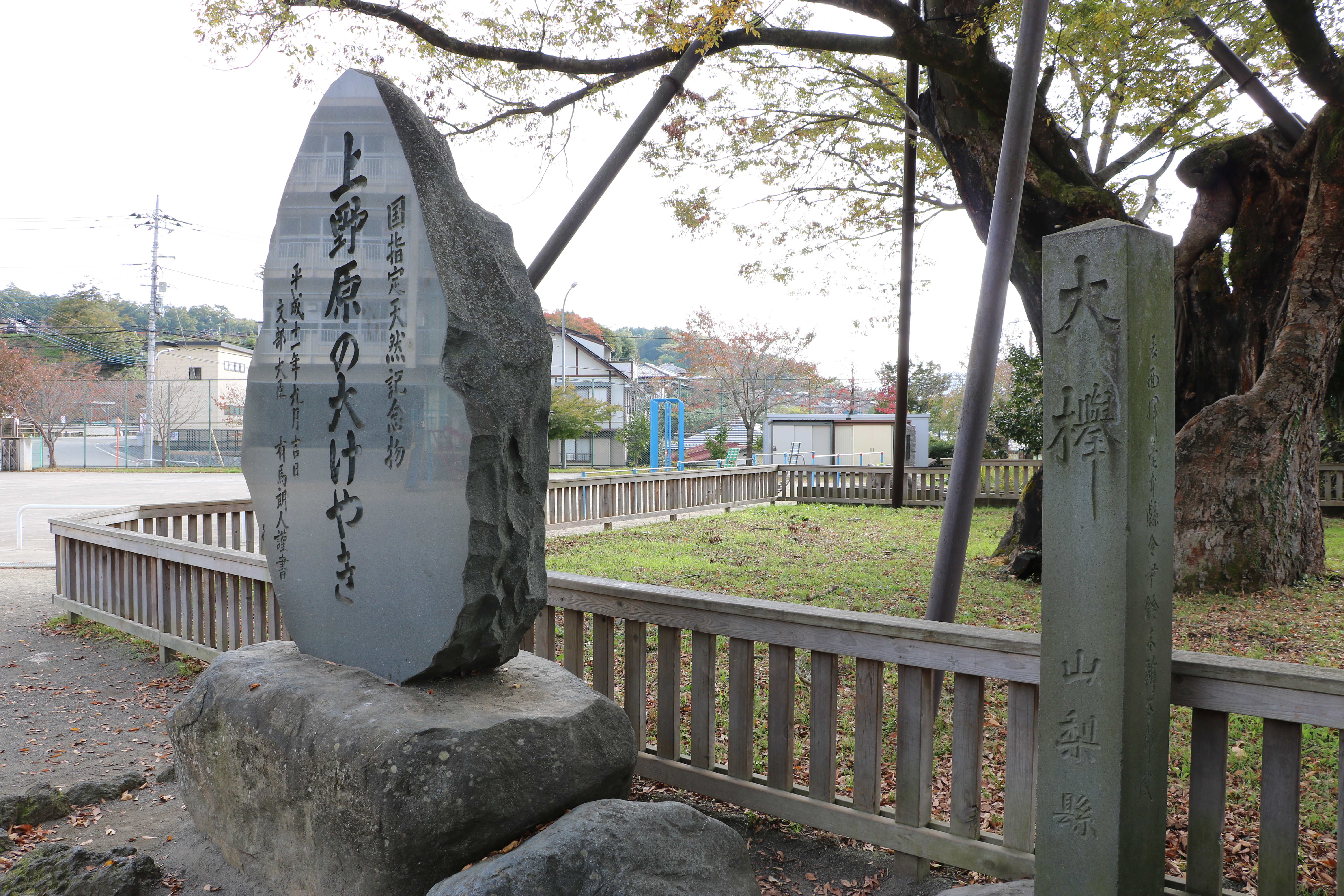
天然記念物指定石碑。

## 交通アクセス
所在地
- 山梨県上野原市上野原3454[8]

交通
- JR中央本線上野原駅より車で約10分[11]